# Battaglia di Bastia
(Messaggio della Resistenza francese in Corsica, Bastia, 9 settembre 1943.)
La battaglia di Bastia è stata un episodio della battaglia del Mediterraneo avvenuto il 9 settembre 1943, a seguito dell'armistizio di Cassibile, tra la torpediniera Aliseo del capitano di fregata Carlo Fecia di Cossato, l'Ardito e la corvetta Cormorano e 10 imbarcazioni tedesche ancorate nel porto di Bastia, in Corsica.

## Antefatti
Durante la proclamazione dell'armistizio di Cassibile, l'8 settembre 1943, la torpediniera Aliseo comandata dal capitano Fecia di Cossato era ormeggiata al porto di La Spezia, insieme alla gemella Ardito: pervenuto l'ordine di evacuazione del porto, le due torpediniere si diressero verso il porto di Bastia, in Corsica, con a bordo gli ammiragli Amedeo Nomis di Pollone e Aimone di Savoia-Aosta.
Giunti in porto e ormeggiati nelle strutture ancora controllate dagli italiani (dove tuttavia erano ancorate anche imbarcazioni tedesche), alle 19:42 appresero la proclamazione dell'armistizio e nella notte, per timore di rappresaglie da parte degli ormai ex-alleati, Fecia di Cossato decise di abbandonare il porto col favore delle tenebre.

## La battaglia
L'Aliseo riuscì a guadagnare l'uscita dal porto, ma la gemella Ardito, che l'aveva imitata, non ebbe altrettanta fortuna, poiché le unità tedesche si accorsero del suo tentativo di fuga e aprirono il fuoco contro l'unità, bloccandola in porto: contemporaneamente, a terra, durante violenti scontri con gli italiani di presidio, i tedeschi sbarcarono e riuscirono a impadronirsi di alcune delle batterie costiere, con le quali incrementare il fuoco contro l'Ardito.
Vista l'Ardito in difficoltà, Fecia di Cossato decise di invertire la rotta per tornare a soccorrerla, nonostante l'evidente svantaggio numerico (i tedeschi disponevano di 10 imbarcazioni, i cacciasommergibili UJ 2203 e UJ 2219, le motozattere armate F 366, F 387, F 459, F 612 ed F 623, la motobarca della Luftwaffe FL B. 412 e i piroscafi armati italiani Humanitas e Sassari, catturati dai tedeschi): alle 7:06, la torpediniera, già sotto il fuoco dell'UJ 2203 e ricevuto l'ordine dal comandante del porto (in buona parte già riconquistato dagli italiani) di aprire il fuoco sulle unità tedesche, iniziò a tirare con i suoi pezzi da 100 mm e le mitragliere da 20 mm da circa 8300 metri.
Un colpo da 88 mm centrò la sala macchine dell'Aliseo, che rimase temporaneamente immobilizzata, ma il danno fu riparato e il tiro di risposta efficace, tanto che alle 8:20 l'UJ 2203 esplose, seguito alle 8:30 dall'UJ 2219; riconquistate le batterie di terra dagli italiani, anche il tiro dei pezzi antinave dal porto iniziò a dirigersi contro le imbarcazioni tedesche, che tentarono inutilmente di prendere il largo abbandonando i soldati tedeschi rimasti a terra e, prese tra due fuochi, furono affondate o costrette all'incaglio una dopo l'altra (anche con il concorso della corvetta Cormorano appena sopraggiunta), mentre i piroscafi Humanitas e Sassari furono messi fuori combattimento con gravi danni, recuperati e riparati dagli italiani. Alla conclusione della battaglia, l'Aliseo raccolse 25 superstiti tedeschi rimasti in mare dopo la battaglia.

## Conseguenze
Alla conclusione della battaglia, gli italiani avevano recuperato il controllo del porto e dei pezzi antinave di Bastia, affondando 8 imbarcazioni su 10 e catturando le ultime due: la navigazione dell'Aliseo, dell'Ardito (gravemente danneggiata e per questo trainata dalla gemella) e della Cormorano poté riprendere verso Portoferraio, dove la torpediniera del Fecia di Cossato giunse in serata e scaricò i due ammiragli e i 25 prigionieri, per poi dirigersi verso Palermo, verso Malta e quindi verso Taranto, da dove svolse brevi missioni di pattugliamento al comando di una squadriglia di torpediniere.
Dopo le riparazioni, anche i piroscafi Humanitas e Sassari furono condotti a Portoferraio, dove tuttavia ebbero minor fortuna: la prima fu infatti affondata durante la traversata da un bombardamento tedesco, che la ridusse in condizioni di totale impotenza (al punto da dover essere affondata dalla scorta), mentre la seconda, danneggiata dal sommergibile olandese Dolfijn (non a conoscenza dell'armistizio), riuscì ad attraccare a Portoferraio, dove però, dopo la distruzione di tutti i documenti di bordo da parte del comandante, fu requisita dai tedeschi, che giorno 17 avevano occupato l'isola.
Per il comportamento tenuto ed il coraggio dimostrato durante la battaglia, Carlo Fecia di Cossato fu insignito della Medaglia d'Oro al Valor Militare.